# Krystyna Ramlau-Klekowska
Krystyna Ramlau-Klekowska (ur. 20 grudnia 1929 w Szczytnikach, województwo poleskie, zm. 5 maja 2008 w Warszawie) – bibliograf, bibliotekarka, kierowniczka Instytutu Bibliograficznego w Bibliotece Narodowej (1979–1993).

## Życiorys
Urodziła się w 1929 r. w Szczytnikach koło Brześcia nad Bugiem w rodzinie inteligenckiej. W 1948 r. ukończyła Ogólnokształcące Państwowe Gimnazjum i Liceum w Białej Podlaskiej. W latach 1948–1952 studiowała filologię polską na Uniwersytecie Warszawskim. Dyplom magistra uzyskała w 1952 r. Już w czasie studiów, w 1950 r., podjęła pracę w Instytucie Bibliograficznym Biblioteki Narodowej, zajmując się początkowo retrospektywną bibliografią narodową. W latach 1956–1970 kierowała Pracownią Bibliografii Tematycznej w Zakładzie Bibliografii Zalecającej. W 1970 r. została kierowniczką tego Zakładu. W latach 1975–1978, w ramach Zespołu Zakładów Służb Informacyjnych w Instytucie Bibliograficznym, podlegały jej zakłady i pracownie (Zakład Teorii i Organizacji Bibliografii, Zakład Bibliografii Zalecającej, Pracownia Kart Centralnie Drukowanych, Ośrodek Normalizacji Bibliograficznej), w których opracowywano bibliografie z zakresu nauki o książce („Polska Bibliografia Bibliologiczna”, „Bibliografia Bibliografii Polskich”, „Bibliografia Analityczna Bibliotekoznawstwa i Informacji Naukowej”), poradniki bibliograficzne, normy i dokumentację księgoznawczą. W latach 1979–1993 kierowała Instytutem Bibliograficznym. Reprezentowała Bibliotekę Narodową na konferencjach krajowych i zagranicznych z zakresu bibliografii i normalizacji bibliograficznej. W 1993 r. przeszła na emeryturę, pozostając w niepełnym wymiarze czasu pracy na stanowisku doradcy dyrektora Biblioteki Narodowej ds. bibliografii, a następnie do 1998 r. pracowała w Zakładzie Informacji Naukowej Biblioteki Narodowej.
Jest autorką ok. 60 publikacji oraz wielu raportów, sprawozdań, opinii roboczych z zakresu bibliografii zalecającej i narodowej, egzemplarza obowiązkowego, katalogowania w procesie wydawniczym, normalizacji bibliograficznej. Opracowywała projekty polskich norm bibliograficznych, opiniowała bibliograficzne normy krajowe i międzynarodowe ISO. Pełniła funkcję wiceprzewodniczącej Komisji Normalizacji Bibliograficznej w Bibliotece Narodowej. Uczestniczyła w pracach Komisji Normalizacyjnej w Instytucie Informacji Naukowej, Technicznej i Ekonomicznej. W latach 1970–1973 była zastępcą redaktora naczelnego kwartalnika „Biuletyn Informacyjny Biblioteki Narodowej”. W latach 1956–1974 współredagowała adnotowany poradnik bibliograficzny pt. „Literatura Piękna”. Ponadto była współautorką i redaktorką 30 adnotowanych poradników bibliograficznych, opracowywanych w Instytucie Bibliograficznym i wydawanych w Bibliotece Narodowej. Wykładała metodykę bibliograficzną na kursach i szkoleniach organizowanych przez Państwowy Ośrodek Korespondencyjnego Kształcenia Bibliotekarzy, Stowarzyszenie Bibliotekarzy Polskich, Ośrodek Informacji Naukowej Polskiej Akademii Nauk, Bibliotekę Narodową i wojewódzkie biblioteki publiczne.
Rodzina: rodzice: Włodzimierz Ramlau i Jadwiga Połońska; mąż Romuald Klekowski (profesor nauk biologicznych); dzieci: Michał i Marta; brat Andrzej Ramlau (operator filmowy), siostra Hanna.
Została pochowana na Cmentarzu Północnym kw. S-II -21, rz. 5, gr. 9.
W maju 2010 r. w siedzibie Biblioteki Narodowej odbyło się spotkanie wspomnieniowe poświęcone Krystynie Ramlau-Klekowskiej.

## Ważniejsze publikacje (wg chronologii)
- Bibliografia zalecająca. Warszawa: Państwowy Ośrodek Kształcenia Korespondencyjnego Bibliotekarzy, 1959,

- Bibliografia zalecająca w: Metodyka bibliograficzna. Poradnik dla autorów bibliografii specjalnych, 1963, s. 265-290,

- Służba bibliograficzna w Danii. Warszawa : BN, 1965,

- Aktualne problemy organizacyjne i metodyczne bibliografii narodowej. w: Trzecia Ogólnokrajowa Narada Bibliografów. Warszawa : BN, 1980, s. 99-122,

- Instytut Bibliograficzny : informator. Warszawa : Biblioteka Narodowa, 1978,

- Instytut Bibliograficzny, w: 50 lat Biblioteki Narodowej. Warszawa 1928-1978, 1984), Program „Cataloguing in Publication” w Polsce i na świecie. Katalogowanie książki w trakcie procesu wydawniczego. „Editor” 1990, t. 3,

- Szanse i zagrożenia współczesnej bibliografii narodowej (współautor B. Karamać), w: Czwarta Ogólnokrajowa Narada Bibliografów. Warszawa : BN, 1996, s. 18-38,

- Nowa ustawa o egzemplarzu obowiązkowym na cenzurowanym. „Przegląd Biblioteczny” 1998, z. 1, s.39-52,

- 75 lat Instytutu Bibliograficznego, w: Piąta Ogólnokrajowa Narada Bibliografów. Warszawa : BN, 2004, s. 15-26.

## Odznaczenia
- Srebrny Krzyż Zasługi (1976),

- Krzyż Kawalerski Orderu Odrodzenia Polski (1984).